# Štefan Znám
Štefan Znám (ur. 9 lutego 1936, Veľký Blh (okres Rimavská Sobota), zm. 17 lipca 1993) – słowacki matematyk.
Znany głównie z postawienia problemu w teorii liczb, znanego pod nazwą problemu Známa. Znám zapytał, czy istnieje taki podzbiór zbioru liczb całkowitych, że każdy element tego zbioru jest dzielnikiem właściwym iloczynu wszystkich elementów powiększonym o jeden. Problem ten pozostaje nadal otwarty. Štefan Znám ma liczbę Erdősa równą 2.